# Карлик Нос (сказка)
«Карлик Нос» (нем. Der Zwerg Nase) — одна из самых известных сказок немецкого писателя Вильгельма Гауфа. Входит в альманах «Александрийский шейх и его невольники» (нем. Der Scheik von Alessandria und seine Sklaven).

## Сюжет
В одном безымянном городе Германии жил сапожник. Его жена Ганна и сын Якоб торговали на рынке овощами. Однажды, когда к их лотку подошла безобразная старуха и стала ругать товар, Якоб рассердился на её привередливость и высмеял внешность старухи. На это она обещала, что и он станет таким же. Как оказалось, это была ведьма, и её звали Травозная (нем. Kräuterweiss — знающая толк в травах). Когда Якоб помог ей донести покупки, в своём доме, где прислуживали антропоморфные морские свинки и белки, Травозная накормила его вкуснейшим супом.
Он заснул, и ему приснилось, что он семь лет служил старухе в обличье белки и даже стал отличным поваром. Когда Якоб проснулся и вернулся на рынок, оказалось, что действительно прошло семь лет, а он превратился в уродливого носатого карлика. Родители не узнали его и не поверили ему.
Тогда Якоб устроился к герцогу-гурману младшим гоф-поваром (в качестве испытания он приготовил датский суп с красными гамбургскими клёцками). Герцог ел его стряпню и нахваливал.
Однажды карлик Нос, как его стали называть, среди прочего купил на рынке гусыню Мими (которая на самом деле оказалась заколдованной девушкой). Она помогла ему испечь паштет «Сузерен» для герцога и его гостя — князя, а также найти для паштета очень нужную приправу — травку Вкусночиху (нем. Niesmitlust — чихай с удовольствием), в которой Якоб узнал компонент того самого супа. В своей комнате он понюхал травку и расколдовался.
Сначала они с гусыней отправились к отцу Мими — волшебнику Веттербоку, который отблагодарил Якоба. Последний вернулся к родителям с приличной суммой денег. Герцог же объявил князю войну (это была «Травяная война»), но потом был заключён мир — через приготовление паштета «Сузерен» (это был «Паштетный мир»).

## Переводы на русский
- Ирина Татаринова (Карлик Нос)
- Михаил Салье (Карлик Нос)
- Соломон Апт (Карлик Нос)
- А. Тихонов (Карлик Нос)
- Галина Шалаева (Карлик Нос)
- Сергей Седов (Карлик Нос)
- Эльвира Иванова (Карлик Нос)
- Леонид Яхнин (Карлик Нос)
- Н. Преображенская (Карлик Нос)
- С. Кузьмин (Карлик Нос)
- Н. Полевой (Карлик Нос)
- В. Найдёнов, Анна Ганзен (Карлик Нос)
- Антон Альникин (Карлик Нос)
- М. Салье (Карлик Нос)

## Экранизации
- Zwerg Nase (Австрия, 1921)
- Zwerg Nase (Германия, 1924)
- Zwerg Nase (ФРГ, 1953)
- Zwerg Nase (ФРГ, 1955)
- Zwerg Nase (ГДР, 1958)
- Карлик Нос (СССР, 1970)
- Zwerg Nase (ГДР, 1978)
- Zwerg Nase (Австрия, 1980)
- O nosaté čarodějnici (ЧССР, 1984)
- Zwerg Nase (ГДР, 1986)
- Zwerg Nase (ФРГ, 1991)
- Карлик Нос (Россия, 2003)
- Zwerg Nase (Германия, 2006)
- Zwerg Nase (Германия, 2008)

### Аудиосказки
- Карлик Нос — инсценировка С. Василевского, музыка Ю. Буцко, фирма грампластинок Мелодия, СССР, 1980

### Утерянная экранизация
В 1980-е годы на ленинградском телевидении был показан телефильм/телеспектакль «Легенда о бедном Якобе» или «Поучительная история Якоба». Поскольку специальная видеолента для телевидения, на которую был записан телефильм как правило была импортного производства и приобретелась за дефицитную валюту. Её экономили. В те времена было обыденной практикой, многие телепередачи после показа стирали с видеоленты. Чтобы на эту ленту можно было сделать новую запись, таким образом видеоленты использовались многократно и именно таким образом, пропала и данная экранизация.